# 이자와 하루키
이자와 하루키(일본어: 井澤 春輝, 1999년 6월 14일~)는 일본의 축구 선수이다.

## 구단 경력
그는 2018년 J2리그의 도쿠시마 보르티스에 입단했고, 2년동안 팀에서 뛰었다. 2020년 J3리그의 가고시마 유나이티드 FC로 이적했다. 2021년 J2리그의 기라반츠 기타큐슈로 이적했다. 2021년후 J3리그에 강등했다.